# جورج أمير ويلز
 جورج أمير ويلز  (بالإنجليزية: Prince George of Wales)‏ وإسمه عند الولادة جورج ألكسندر لويس هو ابن الأمير ويليام أمير ويلز، وكاثرين أميرة ويلز، وقد ولد في يوم 22 يوليو 2013 في لندن، وهو الطفل الأول للزوجين، وكذلك الحفيد الأول لتشارلز الثالث ملك المملكة المتحدة، والراحلة ديانا أميرة ويلز وهو الثاني في خط الوصول إلى العرش الملكي الذي يعتليه جده تشارلز الثالث، وقد وصفته صحيفة واشنطن بوست بأنه «الطفل الأكثر شهرة في العالم».

## قبل الولادة
في 3 يناير / كانون الأول 2012، أعلن قصر سانو جيمس أنه يتوقع أن تضع كاثرين دوقة كامبريدج مولودها الأول ، وفي 14 يناير 2013، صرح قصر سانت جيمس أن الطفل يتوقع أن يولد في يوليو 2013.

## الولادة
ولد الطفل في الساعة 16:24 بتوقيت جرينتش يوم 22 يوليو وكان وزنه (3.80 كجم). وكان الدوق ويليام إلى جنب زوجته عندما أنجبت الطفل، التي وضعت مولودها في جناح ليندو في مستشفى سانت ماري في لندن وهو نفس المستشفى الذي ولد فيه الأمير وليام وشقيقه الأمير هاري.

## وصلات خارجية
- جورج أمير ويلز على موقع IMDb (الإنجليزية)
- جورج أمير ويلز على موقع الموسوعة البريطانية (الإنجليزية)
- جورج أمير ويلز على موقع قاعدة بيانات الفيلم (الإنجليزية)
- الأمير ويليام وزوجته الأميرة كيت يُرزقان بمولود ذكر  - ويكي أخبار